# Sulejmanov most
Sulejmanov most naziv je za most koji se nalazio u blizini Osijeka na rijeci Dravi. Napravljen je, kako sam naziv kaže, za vrijeme vladavine osmanskog sultana Sulejmana I. Veličanstvenog 1566. godine.

## Gradnja mosta
Sulejman je 1526. osvojio Osijek i znao je da, ako želi doći u Mađarsku, treba prijeći Dravu. Također je znao da je sam grad izuzetno važan strateški položaj, jer su Osmanlije mogli preko Osijeka i Bosne doći na Jadransku obalu. Sama gradnja nije trebala predstavljati problem, jer je sličan teren i na Mohačkom polju gdje se odigrala važna bitka u kojoj su Osmanlije odnijeli pobjedu. Jedini problemi na koji su graditelji nailazili bili su povećanje visine rijeke te nedostatak materijala za gradnju takvog dugačkog mosta. Most se počeo graditi, a Sulejman je onda prema Mađarskoj krenuo obilaznim putem. Veliku ulogu u gradnji imao je i pečuški sandžakbeg Hamza i požeški sandžakbeg Nesuh. Svaki od njih je počeo graditi most sa svoje strane Drave, a kako je Hamza-beg imao veći udio, on se često navodi kao graditelj mosta.
Godine 1566. Sulejman kreće u osvajanje Beča i htio je prijeći preko mosta što prije, te su radovi tada tekli ubrzanije pa je most dovršen 19. srpnja 1566., a dan kasnije je Sulejman prešao preko njega.  

### Izgled mosta
Most je bio dugačak čak 6 km (do Darde) i širok 6 metara tako da su se dvije kočije mogle mirno mimoići. Stajao je na lancima povezanim čamcima na kojima su se učvrstile daske. Sa svake strane imao je ograde, tako da je mogao sa strane ići i po jedan pješak. Svi su građani Carstva, osim vojnika i plemića, trebali plaćati mostarinu, a most se redovito i održavao.

## Kraj mosta
Godine 1663. veliki vezir Ahmed-paša Ćuprilić napušta bojište u Austriji kako bi otišao na zimovanje u Beograd. Hrvatski ban Nikola VII. Zrinski odlučio je iskoristiti priliku dok vezir bio u Beogradu, te je poduzeo vojni pohod u južnu Ugarsku, došao do Drave i spalio most. Tome u čast španjolski je kralj Filip IV. Zrinskog uvrstio u red Vitezova zlatnog runa.
Čim je veliki vezir čuo vijest o spaljivanju mosta, odmah je došao u Osijek kako bi pokušao sanirati štetu. Most je za nekoliko mjeseci uglavnom popravljen, a do kraja tek 10. kolovoza iste godine, na isti dan kada je sklopljen Mir u Vasváru, čime je privremeno prekinut sukob između Habsburške Monarhije i Osmanskog Carstva.
Nakon toga most je skoro dvadeset godina bio u civilnoj uporabi, sve do 1685. kada je austrijski general Jacob Lesle htio napasti Osijek. Plan je bio da prijeđe s vojskom most, usput da ga zapale te vrate Osijek, ali Turci su bili pametniji te su dio most rastavili na lađe i pustili da ih Drava odnese. Lesle je uspio onda samo spaliti građevine koje su bile u njegovoj okolici, pa je most ostao u ruševinama.
Godine 1686. vojvoda Ludvig Badenski osvaja Pečuh i Šikloš te odlazi u napad Dardu, Turci preko mosta bježe u Osijek, a vojvoda naređuje da se most spali. Cijeli most je gorio do 4. listopada.
Veliki vezir Sulejman-paša 1687. pokušao je ponovno napasti Osijek i ponovno izgraditi most, ali je taj pohod neuspio 12. kolovoza kada je vezir poražen u haršanjskoj bitci, a 29. rujna Turci napuštaju Osijek.

## Osijek i most
Svih ovih godina Osijek je ovisio o mostu, jer su tim putem prolazili i trgovci te je tako Osijek postao trgovačko središte Slavonije, što je i danas.
Pohodom Nikole Zrinskog, Osijek je također postao slavan u Europi. Potpunim uništenjem Osijek je izgubio to prometno i geografsko obilježje. Car Josip II. 1777. gradi cestu Osijek-Darda.
Most je bio toliko čudesan da su ga mnogi povjesničari smatrali svjetskim čudom i bio je nazvan Il ponte famoso d'Essek ili slavni osječki most.
Godine 2008. prilikom čišćenja jednog ribnjaka u Dardi graditelji su naišli na arheološke ostatke za koje se pretpostavlja da pripadaju mostu. Radi toga su Grad Osijek i Turistička zajednica grada Osijeka Europskim fondovima poslali projekt o obnovi mosta.